# مردیکا ۱۱۸
مردیکا ۱۱۸ (انگلیسی: Merdeka 118) ساختمان مسکونی ۱۱۸ طبقه مستقر در شهر کوالا لامپور، مالزی است، که در سال ۲۰۲۲ احداث گردید و هم‌اکنون بلندترین ساختمان جنوب‌شرقی آسیا است.